# コロンバス・クリッパーズ
コロンバス・クリッパーズ（Columbus Clippers）は、アメリカ合衆国オハイオ州コロンバスに本拠地を置くマイナーリーグAAA級のプロ野球チームである。球団のオーナーはオハイオ州フランクリン郡政府。

## 沿革
- 1977年 - ピッツバーグ・パイレーツと提携する球団として誕生。
- 1979年 - ニューヨーク・ヤンキースと提携。
- 2007年 - ワシントン・ナショナルズと提携。
- 2009年 - クリーブランド・インディアンスと4年間の提携関係を結ぶ。
- 2015年 - インターナショナルリーグ史上最多に並ぶ10回目のリーグ優勝。

## 本拠地
2008年までの本拠地はコロンバスのダウンタウンの西にあるクーパー・スタジアムであったが、施設の老朽化を踏まえ、新スタジアムが建設された。新スタジアムの名称は、命名権を取得した地元の銀行名に基づいたハンティントン・パークであり、NHLコロンバス・ブルージャケッツのホームアリーナであるネイションワイド・アリーナの西側にオープンした。

## 選手名鑑

### 現役選手
| 投手 - 23 ロバート・ブルーム (Robert Broom) - 33 ブレット・ダニエルズ (Brett Daniels) - 63 ジャスティン・ガーザ (Justin Garza) - 15 カーク・マッカーティ (Kirk McCarty) - 49 フアン・モタ (Juan Mota) - -- エリック・サボロウスキー (Erik Sabrowski) - 40 アダム・スコット (Adam Scott) - 51 タナー・トゥリー (Tanner Tully) - 46 アレックス・ヤング (Alex Young) | 投手 - 23 ロバート・ブルーム (Robert Broom) - 33 ブレット・ダニエルズ (Brett Daniels) - 63 ジャスティン・ガーザ (Justin Garza) - 15 カーク・マッカーティ (Kirk McCarty) - 49 フアン・モタ (Juan Mota) - -- エリック・サボロウスキー (Erik Sabrowski) - 40 アダム・スコット (Adam Scott) - 51 タナー・トゥリー (Tanner Tully) - 46 アレックス・ヤング (Alex Young) | 捕手 - 8 ギャビン・コリンズ (Gavin Collins) - 9 サンディ・レオン (Sandy Leon) - 46 アンヘル・ロペス・アルバレス (Angel Lopez Alvarez) - 29 マイク・リベラ (Mike Rivera) 内野手 - 13 ホセ・フェルミン (Jose Fermin) - 6 ミッチェル・トルマン (Mitchell Tolman) 外野手 - 44 ウィル・ベンソン (Will Benson) - 38 トレントン・ブルックス (Trenton Brooks) - 7 アレックス・コール (Alex Call) - 90 オスカー・ゴンザレス (Oscar Gonzalez) - 23 ダニエル・ジョンソン (Daniel Johnson) | 捕手 - 8 ギャビン・コリンズ (Gavin Collins) - 9 サンディ・レオン (Sandy Leon) - 46 アンヘル・ロペス・アルバレス (Angel Lopez Alvarez) - 29 マイク・リベラ (Mike Rivera) 内野手 - 13 ホセ・フェルミン (Jose Fermin) - 6 ミッチェル・トルマン (Mitchell Tolman) 外野手 - 44 ウィル・ベンソン (Will Benson) - 38 トレントン・ブルックス (Trenton Brooks) - 7 アレックス・コール (Alex Call) - 90 オスカー・ゴンザレス (Oscar Gonzalez) - 23 ダニエル・ジョンソン (Daniel Johnson) |
| * 40人ロースター ** DL入り 2022年3月17日更新 [公式サイト(英語)より：ロースター 選手の移籍・故障情報] | | | |

### 過去の主な所属選手
- マリアーノ・リベラ
- アンディ・ペティット
- ホルヘ・ポサダ
- デレク・ジーター
- 前田勝宏
- エド・ヤーナル
- ライアン・トンプソン
- ランディ・チョート
- ニック・ジョンソン
- エリック・アルモンテ
- ドリュー・ヘンソン
- フェルナンド・セギノール
- アンディ・フィリップス
- アレックス・グラマン
- ロビンソン・カノ
- メルキー・カブレラ
- 野茂英雄
- ローランド・アローホ
- テレンス・ロング
- ダレル・ラズナー
- ジョナサン・アルバラデホ
- タイラー・クリッパード
- ロジャー・バーナディーナ
- 大家友和
- マット・ラポータ
- デビッド・ハフ
- ルー・マーソン
- カルロス・サンタナ
- シェリー・ダンカン
- アレックス・ホワイト
- 松坂大輔
- バッバ・クロスビー
- ジェリー・サンズ
- タイラー・ネイキン